# Хаддур, Мехьяр
Мехья́р Хадду́р (араб. مهيار خضور‎; род. 10 октября 1983, Саламия, Сирия) — сирийский актёр. Известен благодаря своим ролям в телесериалах «Умар» (2012) и «Имам Ахмад ибн Ханбаль» (2017).

## Биография
Родился 10 октября 1983 года в Саламии (Сирия). Начал свою актёрскую карьеру в 2007 году участвовав в телесериале «Антара ибн Шаддад».  В 2008 году окончил престижный Сирийский высший институт драматического искусства. С тех пор он начал свою карьеру в различных телесериалах и стал многообещающим молодым актёром с большим будущим в мире телевидения и кино. После этого его творчество продолжилось, и он сыграл свою самую известную роль, роль Халида ибн аль-Валида в успешном телесериале «Умар» в 2012 году. Также сыграл роль известного исламского учёного имама Ахмада ибн Ханбаля в телесериале «Имам» снятый в 2015—2016 годах. Его последние сериалы «Улица Чикаго» и «Портрет» снятые в 2020 году.
Мехьяр преподаёт физический театр и увлекается живописью, фотографией, литературой и поэзией.  Его отец — известный сирийский поэт Файез Хаддур.

## Личная жизнь
29 декабря 2011 года Мехьяр женился на сирийской актрисе Камаре Халафе, и известно, что Камар Халаф вышла замуж за сирийского режиссёра и актёра Муханнада Кутаиша и родила от него дочь Джуди, но после того, как он был арестован органами государственной безопасности и приговорен к тюремному заключению по обвинению в агенте Государства Израиль, а его жена и дочь попали в тяжёлые ситуации во время его заключения, так как одна из больниц отказалась принять ребёнка, пока она была больна, потому что её отец был агентом сионистов. В 2008 году Камар и Муханнад решили расстаться, тогда она вышла замуж за Мехьяра Хаддура и родила от него дочь Аната и сына Файеза.

## Фильмография
| Год  |   | Русское название           | Оригинальное название           | Роль                      |
| ---- | - | -------------------------- | ------------------------------- | ------------------------- |
| 2023 | с | До смерти                  | араб. للموت‎                     | Луай                      |
| 2020 | с | Улица Чикаго               | араб. شارع شيكاغو‎               | Мурад Аккаш               |
| 2007 | с | Антара ибн Шаддад          | араб. عنترة بن شداد‎             | Урва ибн аль-Вард         |
| 2008 | с | Спроси свою душу           | араб. اسأل روحك‎                 |                           |
| 2008 | с | Самое сложное решение      | араб. أصعب قرار‎                 | в серии бесшумного оружия |
| 2008 | с | Цветок Нарцисс             | араб. زهرة النرجس‎               | Хазим                     |
| 2009 | с | Спираль                    | араб. الدوامة‎                   | Рашид                     |
| 2009 | с | Пчелиный путь              | араб. طريق النحل‎                | Зияд                      |
| 2010 | с | После падения              | араб. بعد السقوط‎                |                           |
| 2012 | с | Умар                       | араб. عمر‎                       | Халид ибн аль-Валид       |
| 2013 | с | Хайбар                     | араб. خيبر‎                      | Юсуф                      |
| 2017 | с | Имам                       | араб. الإمام‎                    | Ахмад ибн Ханбаль         |
| 2010 | с | Дверь квартала (5-я часть) | араб. باب الحارة (الجزء الخامس)‎ | Фейсал                    |